# Emilio Francisco Lisson Chaves
Emilio Juan Francisco Lissón y Chávez CM (ur. 24 maja 1872 w Arequipie, zm. 25 grudnia 1961 w Walencji) – peruwiański duchowny rzymskokatolicki, lazarysta, biskup Chachapoyas, arcybiskup limski i prymas Peru.

## Biografia
18 marca 1892 wstąpił do Zgromadzenia Księży Misjonarzy. 8 czerwca 1895 w Paryżu otrzymał święcenia prezbiteriatu z rąk emerytowanego delegata apostolskiego w Persji abpa Hilariona Josepha Montéty Pailhasa CM i został kapłanem swojego zgromadzenia.
16 marca 1909 papież Pius X mianował go biskupem Chachapoyas. 19 września 1909 przyjął sakrę biskupią z rąk arcybiskupa limskiego Pedro Manuela Garcíi Naranjó. Współkonsekratorami byli biskup pomocniczy limski Manuel Segundo Ballón Manrique oraz biskup Huánuco Pedro Pablo Drinot y Piérola SSCC. Na tym stanowisku znany był z pracy misyjnej i z odwiedzania trudno dostępnych parafii w obejmującej rozległe obszary Amazonii diecezji.

### Arcybiskup limski
22 stycznia 1918 został wybrany arcybiskupem limskim oraz prymasem Peru, co zatwierdził 25 lutego 1918 papież Benedykt XV. Ingres odbył 20 lipca 1918. Lissón y Chávez objął archidiecezję limską w trudnej sytuacji finansowej, w związku z czym otrzymał od Stolicy Apostolskiej nadzwyczajne uprawnienia. Postanowił on zmodernizować finanse archidiecezji w stylu zastosowanym w diecezjach północnoamerykańskich i stworzyć niezależne źródła finansowania - gazetę, kasę pożyczkową (która także miała chronić osoby biedne przed lichwiarzami) oraz inwestycje w nieruchomości. W tym celu zaciągnął pożyczki w północnoamerykańskich bankach. Nietrafione inwestycje, głównie w nieruchomościach, błędy w zarządzaniu oraz słaba kontrola arcybiskupa nad wydatkami i menadżerami, spowodowały upadek projektu i doprowadzenie archidiecezji do ogromnego zadłużenia, pogłębionego jeszcze bardziej przez wielki kryzys w 1929, który dotknął także gospodarkę Peru. Watykan już w 1928 starał się interweniować, odbierając abp Lissónowi nadzwyczajne uprawnienia.
Abp Lissón otwarcie wspierał prezydenta Augusto B. Leguía, co po jego obaleniu 24 sierpnia 1930, sprowadziło na Lissóna dalsze problemy. Nowy rząd prezydenta Luisa Miguela Sáncheza Cerro naciskał Stolicę Apostolską w sprawie odwołania arcybiskupa. Rozpoczął również kampanię przeciwko niemu, wykorzystując jego wcześniejsze zaangażowanie polityczne, projekt gospodarczy zakończony katastrofą finansów archidiecezji oraz wątki teologiczne. Ważną osią oskarżeń prasowych były malwersacje finansowe. Oskarżono go również o poważne błędy teologiczne i duszpasterskie w opublikowanym przez niego katechizmie, przez część osób uważanych za heretyckie czy doprowadzenie do nadania byłemu prezydentowi Leguíi papieskiego Orderu Najwyższego Chrystusa pomimo jego rozwiązłego trybu życia i związków z potępioną przez Kościół masonerią. Przeciwko arcybiskupowi odbywały się demonstrację. Abp Lissón nie miał również poparcia w peruwiańskim episkopacie, z większością biskupów różniąc się w sferze teologiczno-doktrynalnej. Współcześni historycy odrzucają oskarżenia abp Lissóna o malwersacje i poglądy niezgodne z doktryną, potwierdzając złe zarządzanie finansami i wspieranie Leguíi.
Kompromitacja projektu gospodarczego, szkody wizerunkowe wynikające z publicznych ataków oraz zastrzeżenia doktrynalne spowodowały, że Watykan nakazał mu złożenie rezygnacji i udanie się do Rzymu. W liście do nuncjusza apostolskiego w Peru Gaetano Cicognaniego, Lissón potwierdził swoje oddanie papieżowi, jednak stwierdził, że w obecnej sytuacji nie stać go na podróż do Europy. Chciał również, aby jego rezygnacja (i w konsekwencji mianowanie jego następcy) stała się skuteczna dopiero po przyjeździe do Rzymu, mając nadzieje na przeciągnięcie sprawy i poparcie papieża, po osobistej rozmowie z nim. Ostatecznie abp Lissón wyjechał do Rzymu 22 stycznia 1931, oficjalnie udając się z wizytą ad limina, spodziewając się jednak, że wyjeżdża na wygnanie. O tym, że sprawa jego odwołania była już wówczas przesądzona, świadczy mianowanie administratora archidiecezji limskiej zaledwie 8 dni po wyjeździe abp Lissóna. Oficjalnie papież przyjął rezygnację 3 marca 1931, nadając mu arcybiskupstwo tytularne Methymna.

### Wygnanie
Po ustąpieniu z urzędu zamieszkał w Rzymie, gdzie nie pełniąc żadnych funkcji kościelnych, zarabiał jako przewodnik wycieczek. W 1940 wyjechał do Hiszpanii na zaproszenie biskupa Marcelino Olaechea, którego poznał w Rzymie. W Hiszpanii pracował duszpastersko oraz wspierał biednych. Zmarł 25 grudnia 1961 w Walencji, gdzie został pochowany. W 1991 jego szczątki przeniesiono do Peru.